# Mara Topić
Mara Štefica Topić Verduga (Guayaquil, 18 de marzo de 1995) es una modelo, actriz, productora, directora de cine y finalista ecuatoriana de Miss Universo 2024.

## Biografía
Mara Topic nació en Ecuador, en la ciudad de Guayaquil. Su madre es oriunda de Ecuador y su padre es de nacionalidad croata. A los dieciocho años se mudó a Los Ángeles, California. Es hermana de Jan Topić, excandidato presidencial ecuatoriano para las Elecciones presidenciales de Ecuador de 2023.

## Trayectoria

### Miss Mundo Ecuador 2019
El 27 de abril de 2019, Mara representó a la comunidad ecuatoriana en los Estados Unidos donde formó parte del top 9. Más tarde, en mayo de 2019, CNB Ecuador designó a Mara como miss Grand Ecuador.

### Miss Grand Internacional 2019
El 25 de octubre de 2019, Topić representó a Ecuador en Miss Grand International 2019 llevado a cabo en Venezuela y alcanzó el top 10. Fue la primera ecuatoriana en ganar el premio al mejor traje nacional en el certamen. 

### Miss Universo Ecuador 2024
Topić ganó la primera edición de Miss Universo Ecuador bajo la dirección de CNB Ecuador el 8 de junio de 2024 representando a Guayaquil. Y representó a Ecuador en Miss Universo 2024 en México desarrollado el 16 de noviembre de 2024.

### Miss Universo 2024
El 16 de noviembre de 2024, Topić participó en el Miss Universo 2024, representando a Ecuador, donde logró entrar al top 30 de semifinalistas.

## Salud médica
Topić padece la enfermedad de Hashimoto, la cual le provoca la pérdida de cabello, por lo que usa siempre peluca. «Tengo una enfermedad autoinmune que de alguna u otra manera te hace sentirte limitada, pero los límites están en la mente. No tiene mejoría, es por el resto de tu vida, no tiene cura», comentó Mara.

## Polémica
Topić hizo comentarios sobre la miss Universo 2023, Sheynnis Palacios, que desato polémica en las redes sociales. «Sí, también nos encanta Sheynnis Palacios. O sea, porque ella no era la más bella. No, no, no. Pero ella se creía la más bella», comentó Topić en una transmisión en vivo en su cuenta de Instagram. Las críticas no se hicieron esperar, el público alegó que sus comentarios sobre el juicio del físico de la nicaragüense estaban «fuera de lugar» y eran «innecesarios».